# Krupy (Rutki-Głowice)
Krupy – część wsi Rutki-Głowice w Polsce położona w województwie mazowieckim, w powiecie ciechanowskim, w gminie Ciechanów. Wchodzi w skład sołectwa Rutki-Głowice.
W latach 1975–1998 Krupy administracyjnie należały do województwa ciechanowskiego.